# Мухин, Евгений Васильевич
Евгений Васильевич Му́хин (1908—1977) — советский оператор документального кино. Лауреат Сталинской премии третьей степени (1951).

## Биография
Е. В. Мухин родился в 1908 году в городе Лебцаль.
В кино с 1934 года. Оператор Центральной студии кинохроники.
В годы Великой Отечественной войны входил в состав съёмочных групп. На фронте с 25 июня 1941 года. После войны вернулся на ЦСДФ, где продолжил работать с 07 июля 1945 по 13 июня 1975.
В 1954 году был направлен на базу вьетнамских партизан в составе группы кинооператоров из СССР (В. С. Ешурин, Евгений Мухин, во главе с Р. Л. Карменом). Группа встречалась с Хо Ши Мином и в течение восьми месяцев, вместе с вьетнамскими кинематографистами, снимала материал для документального фильма «Вьетнам» (1955). Было отснято около сорока тысяч метров цветной пленки. Черно-белая копия фильма «Вьетнам» под названием «Вьетнам на пути к победе» (Việt Nam trên đường thắng lợi) широко демонстрировалась на севере Вьетнама и имела большой успех.
В 1955 году В. С. Ешурин, Евгений Мухин и Роман Кармен были награждёны орденами Труда Вьетнама.
Е. В. Мухин умер в 1977 году. Похоронен на Кунцевском кладбище.

## Фильмография
- 1942 — 1943 — Сталинград
- 1943 — Орловская битва
- 1944 — Бобруйский котёл; Люблин—Хелм
- 1945 — От Вислы до Одера; Померания; Берлин[4].
- 1955 — Вьетнам
- День воздушного флота СССР

## Награды и премии
- Сталинская премия третьей степени (1951) — за кинокартину «Слава труду!» (1949)
- орден Отечественной войны II степени (18.6.1945)[5] — за съёмку боёв взятия города Берлина
- орден Красной Звезды[6] — за съёмку обороны Сталинграда
- медаль «За оборону Сталинграда»
- медаль «За освобождение Варшавы»
- медаль «За победу над Германией в Великой Отечественной войне 1941-1945 гг.»
- орден Труда (Вьетнам) (1955)[3]